# Saint-Thibault, Aube

Saint-Thibault este o comună în departamentul Aube din nord-estul Franței. În 1 ianuarie 2022 avea o populație de 551 de locuitori.